# Liste der Baudenkmäler in Meitingen
Auf dieser Seite sind die Baudenkmäler in dem schwäbischen Markt Meitingen zusammengestellt. Diese Tabelle ist eine Teilliste der Liste der Baudenkmäler in Bayern. Grundlage ist die Bayerische Denkmalliste, die auf Basis des Bayerischen Denkmalschutzgesetzes vom 1. Oktober 1973 erstmals erstellt wurde und seither durch das Bayerische Landesamt für Denkmalpflege geführt wird. Die folgenden Angaben ersetzen nicht die rechtsverbindliche Auskunft der Denkmalschutzbehörde.

## Baudenkmäler nach Ortsteilen

### Meitingen
| Lage                                 | Objekt                               | Beschreibung | Akten-Nr.     | Bild                             |
| ------------------------------------ | ------------------------------------ | --- | ------------- | -------------------------------- |
| Bernhard-Monath-Straße 46 (Standort) | Wasserkraftwerk der Lechwerke AG     | Walmdachbau mit Lisenengliederung und Mezzanin, 1922 über dem Lechkanal errichtet. | D-7-72-177-17 | Wasserkraftwerk der Lechwerke AG |
| Donauwörther Straße 2 (Standort)     | Ehemaliges Amtshaus                  | mit geschweiftem Gesims und Giebel, 1. Hälfte 18. Jahrhundert, erneuert 1902. | D-7-72-177-1  | Ehemaliges Amtshaus              |
| Hauptstraße 33 (Standort)            | Ehemaliges Schloss                   | dreigeschossig mit Mansardwalmdach, um 1770; ehemaliges Ökonomiegebäude, eingeschossiger Trakt in zwei Flügeln, um 1770, im Nordtrakt Hauskapelle, um 1910; Einfriedungsmauern, um 1770. | D-7-72-177-2  | weitere Bilder                   |
| Römerstraße 2 (Standort)             | Gasthof Alte Post                    | im Kern wohl das um 1675 erbaute Fuggersche Bräuhaus, erneuert. | D-7-72-177-3  | Gasthof Alte Post                |
| Sankt-Wolfgang-Straße 1 (Standort)   | Katholische Pfarrkirche St. Wolfgang | 1929/30 von Otto Lederer erbaut; mit Ausstattung | D-7-72-177-4  | weitere Bilder                   |

### Herbertshofen
| Lage                         | Objekt                              | Beschreibung                                                                 | Akten-Nr.    | Bild           |
| ---------------------------- | ----------------------------------- | ---------------------------------------------------------------------------- | ------------ | -------------- |
| Fuggerstraße 20 a (Standort) | Kruzifix mit Assistenzfiguren       | Holz gefasst, um 1760 und Mitte 19. Jahrhundert; in Kapellenneubau von 1957. | D-7-72-177-6 | weitere Bilder |
| Kirchplatz 3 (Standort)      | Katholische Pfarrkirche St. Clemens | barocker Neubau, 1754/55 von Johann Adam Dossenberger; mit Ausstattung       | D-7-72-177-7 | weitere Bilder |

### Langenreichen
| Lage                                                       | Objekt                                   | Beschreibung | Akten-Nr.     | Bild                                     |
| ---------------------------------------------------------- | ---------------------------------------- | --- | ------------- | ---------------------------------------- |
| Sankt-Stefan-Straße 15 (Standort)                          | Katholische Friedhofskapelle St. Stephan | Chor, Turmunterbau und Teile des Langhauses Anfang 17. Jahrhundert, 1730 vergrößert durch Matthäus Rothmiller; mit Ausstattung. | D-7-72-177-8  | Katholische Friedhofskapelle St. Stephan |
| Wertinger Straße 54 (Standort)                             | Pfarrhaus                                | Satteldachbau, 1. Hälfte 18. Jahrhundert.                                                                                       | D-7-72-177-9  | Pfarrhaus                                |
| Wertinger Straße 61 (Standort)                             | Katholische Pfarrkirche St. Nikolaus     | barocker Neubau, 1719/23 von Jörg Radmiller; mit Ausstattung                                                                    | D-7-72-177-10 | weitere Bilder                           |
| östlich des Ortes, an der Straße nach Meitingen (Standort) | Feldkapelle                              | Ende 19. Jahrhundert | D-7-72-177-12 | Feldkapelle                              |

### Ostendorf
| Lage                     | Objekt                               | Beschreibung                                                         | Akten-Nr.     | Bild           |
| ------------------------ | ------------------------------------ | -------------------------------------------------------------------- | ------------- | -------------- |
| Ortsstraße 22 (Standort) | Katholische Filialkirche St. Michael | erbaut 1. Hälfte 16. Jahrhundert, 1682 barockisiert; mit Ausstattung | D-7-72-177-14 | weitere Bilder |

### Waltershofen
| Lage                             | Objekt                          | Beschreibung                              | Akten-Nr.     | Bild                            |
| -------------------------------- | ------------------------------- | ----------------------------------------- | ------------- | ------------------------------- |
| Ostendorfer Straße 24 (Standort) | Kapelle Sieben Schmerzen Mariae | Neubau 1958; mit historischer Ausstattung | D-7-72-177-15 | Kapelle Sieben Schmerzen Mariae |